# 竹腰正厚
竹腰 正厚（たけのこし まさあつ）は、江戸時代後期の美濃国今尾領主・竹腰家の一門。官位は従五位下・近江守。

## 略歴
信濃国岩村田藩主・内藤正縄の四男として誕生した。幼名は雅之助。
今尾領9代当主・竹腰正富の養子となる。安政4年（1857年）12月1日、14代将軍・徳川家茂に拝謁する。同年12月16日、従五位下・近江守に叙任する。
文久2年（1862年）8月24日没。